# Partit Demòcrata Cristià de Xile
El Partit Demòcrata Cristià de Xile (PDC), anomenat també Democràcia Cristiana, és un partit polític fundat el 28 de julioll de 1957 de la unificació de diversos grups socialcristians. Participen en la seva creació la Falange Nacional i el Partit Conservador Social Cristià, grups escendits del Partit Conservador, i que formaven la Federació Social Cristiana.
En la història del segle xx a Xile, el PDC ha tingut una posició de centre democràtic i reformista, formant generalment aliances polítiques amb el centreesquerra. Les seves principals aportacions a la història de Xile són la reforma agrària xilena, la xilenització del coure, l'oposició al govern de la Unidad Popular, la participació en la recuperació democràtica, la defensa dels drets humans, violats durant el Règim Militar establert al país entre 1973 i 1990, i la modernització del país durant la Transició a la democràcia, amb la seva participació en els governs de la coalició política de centreesquerra de la Concertació.

## Ideologia
El PDC s'adhereix a l'Humanisme Cristià sorgit de les ensenyances de l'encíclica social Rerum Novarum, dictada pel papa Lleó XIII el 1891, i les posteriors, que busquen entregar directrius en la vida de les persones, per a poder crear una societat més justa i que resolgui els greus problemes socials, provocats per la Revolució Industrial i les dures pràctiques del liberalisme.
En l'actualitat mostra una postura de tall conservador amb els temes sobre valors i morals, però en política fiscal i econòmica, s'inclina al centreesquerra, defensant un important rol de l'estat en l'economia, igual que els seus col·legues socialdemòcrates.

## Resultats electorals

### Eleccions parlamentàries
| Any               | Diputats  | Diputats | Diputats | Senadors  | Senadors | Senadors |
| Any               | Vots      | %        | Escons   | Vots      | %        | Escons   |
| ----------------- | --------- | -------- | -------- | --------- | -------- | -------- |
| 1961              | 213.468   | 15.93    | 23 / 147 | 89.853    | 14.66    | 4 / 45   |
| 1965              | 995.187   | 43.60    | 82 / 147 | 633.241   | 47.84    | 13 / 45  |
| 1969              | 716.547   | 31.05    | 55 / 150 | 345.248   | 34.32    | 22 / 50  |
| 1973              | 1.055.120 | 29.07    | 50 / 150 | 745.274   | 33.88    | 19 / 50  |
| Dictadura militar |           |          |          |           |          |          |
| 1989              | 1.766.347 | 25.99    | 38 / 120 | 2.188.329 | 32.18    | 13 / 47  |
| 1993              | 1.827.373 | 27.12    | 37 / 120 | 418 785   | 22.35    | 13 / 47  |
| 1997              | 1 331 745 | 22.98    | 38 / 120 | 1.238.540 | 29.22    | 16 / 49  |
| 2001              | 1 162 210 | 18.92    | 23 / 120 | 392.372   | 22.85    | 14 / 49  |
| 2005              | 1 354 631 | 20.78    | 20 / 120 | 1 400 019 | 29.22    | 6 / 38   |
| 2009              | 931 789   | 14.24    | 19 / 120 | 310 916   | 16.63    | 9 / 38   |
| 2013              | 965 364   | 15.56    | 22 / 120 | 743 450   | 16.12    | 6 / 38   |
| 2017              | 616 550   | 10.28    | 14 / 155 | 237 983   | 14.28    | 6 / 43   |
| 2021              | 264 985   | 4.19     | 8 / 155  | 214 198   | 4.60     | 5 / 50   |

### Eleccions municipals
| Any               | Alcaldes  | Alcaldes | Alcaldes  | Regidors  | Regidors | Regidors    |
| Any               | Vots      | %        | Escons    | Vots      | %        | Escons      |
| ----------------- | --------- | -------- | --------- | --------- | -------- | ----------- |
| 1960              |           |          |           | 171.503   | 14,60    | 196 / 1.558 |
| 1963              |           |          |           | 452.987   | 19,26    | 314 / 1.630 |
| 1967              |           |          |           | 834.810   | 36,43    | 649 / 1.630 |
| 1971              |           |          |           | 729.398   | 26,07    | 501 / 1.653 |
| Dictadura militar |           |          |           |           |          |             |
| 1992              |           |          | 156 / 334 | 1.854.679 | 28,93    | 643 / 1.748 |
| 1996              |           |          | 102 / 341 | 1.651.245 | 26,21    | 580 / 1.789 |
| 2000              |           |          | 85 / 341  | 1.408.445 | 21,62    | 509 / 1.783 |
| 2004              | 1.382.185 | 21,90    | 90 / 345  | 1.243.220 | 20,30    | 456 / 2.144 |
| 2008              | 1.143.898 | 17,98    | 59 / 345  | 778.766   | 13,98    | 343 / 2.146 |
| 2012              | 915.035   | 16,51    | 56 / 345  | 694.369   | 13,00    | 323 / 2.224 |
| 2016              | 561.041   | 11,80    | 43 / 345  | 580.347   | 12,77    | 400 / 2.240 |
| 2021              | 576.796   | 9,10     | 46 / 345  | 699.899   | 11,51    | 315 / 2.252 |
| 2024              | 403.786   | 3,45     | 23 / 345  | 476.734   | 4,64     | 162 / 2.252 |

Nota: Els resultats de l'elecció de regidors/regidors inclouen als independents secundats pel partit.

### Eleccions de consellers regionals
| Any  | Vots    | %     | Escons   |
| ---- | ------- | ----- | -------- |
| 2013 | 714.903 | 12,30 | 44 / 278 |
| 2017 | 580.582 | 9,99  | 44 / 278 |
| 2021 | 489.894 | 7,99  | 36 / 302 |
| 2024 | 689.006 | 7,09  | 29 / 302 |

### Eleccions de convencionals constituents i consellers constitucionals
| Any  | Vots    | %    | Escons  |
| ---- | ------- | ---- | ------- |
| 2021 | 208.268 | 3,65 | 2 / 155 |
| 2023 | 370.579 | 3,78 | 0 / 50  |

## Presidents
| Foto      | Nom                         | Període                                        |
| --------- | --------------------------- | ---------------------------------------------- |
|           | Rafael Agustín Gumucio      | 1957-1958                                      |
|           | Patricio Aylwin Azócar      | 1958-1960                                      |
|           | Narciso Irureta Aburto      | 1960-1961                                      |
|           | Renán Fuentealba Moena      | 1961-1965                                      |
|           | Patricio Aylwin Azócar      | 1965-1967                                      |
|           | Rafael Agustín Gumucio      | 1967-1968                                      |
|           | Jaime Castillo Velasco      | 1969-1970                                      |
|           | Benjamín Prado Casas        | 1970-1971                                      |
|           | Narciso Irureta Aburto      | 1971-1972                                      |
|           | Renán Fuentealba Moena      | 1972-1973                                      |
|           | Patricio Aylwin Azócar      | 1973-1976                                      |
|           | Andrés Zaldívar Larraín     | 1976-1982                                      |
|           | Gabriel Valdés Subercaseaux | 1982-1987                                      |
|           | Patricio Aylwin Azócar      | 1987-1989                                      |
|           | Andrés Zaldívar Larraín     | 1989-1991                                      |
|           | Eduardo Frei Ruiz-Tagle     | 14 de desembre de 1991 - 31 de maig de 1993    |
|           | Gutenberg Martínez Ocamina  | 31 de maig de 1993 - 23 de juliol de 1994      |
|           | Alejandro Foxley Rioseco    | 23 de juliol de 1994 - 4 de maig de 1997       |
|           | Enrique Krauss Rusque       | 4 de maig de 1997 - 31 de maig de 1999         |
|           | Roberto León Ramírez        |                                                |
|           | Gutenberg Martínez Ocamina  | 11 de juny de 1999 - 7 de febrer de 2000       |
|           | Ricardo Hormazábal Sánchez  | 16 d'abril de 2000 - 20 de juliol de 2001      |
|           | Patricio Aylwin Azócar      | 20 de juliol de 2001 - 27 de gener de 2002     |
|           | Adolfo Zaldívar Larraín     | 27 de gener de 2002 - 8 de maig de 2006        |
|           | Soledad Alvear Valenzuela   | 8 de maig de 2006 - 28 d'octubre de 2008       |
|           | Jorge Burgos Varela         | 28 d'octubre de 2008 - 14 de desembre de 2008  |
|           | Juan Carlos Latorre Carmona | 14 de desembre de 2008 - 3 de setembre de 2010 |
|           | Ignacio Walker Prieto       | 3 de setembre de 2010 - 27 d'abril de 2015     |
|           | Jorge Pizarro Soto          | 27 d'abril de 2015 - 2 d'abril de 2016         |
|           | Carolina Goic Borojević     | 2 d'abril de 2016 - 20 de novembre de 2017     |
|           | Myriam Verdugo Godoy        | 25 de novembre de 2017 - 22 de juny de 2018    |
|           | Fuad Chahin Valenzuela      | 22 de juny de 2018 - 18 de maig de 2021        |
| sensemarc | Carmen Frei Ruiz-Tagle      | 18 de maig de 2021 - 7 d'abril de 2022         |
| sensemarc | Felipe Delpin Aguilar       | 7 d'abril de 2022 - 7 de setembre de 2022      |
| sensemarc | Aldo Mardones Alarcón (S)   | 7 de setembre de 2022 - 11 de novembre de 2022 |
| sensemarc | Alberto Undurraga Vicuña    | 11 de novembre de 2022 - present               |

## Autoritats

### Presidents de la República

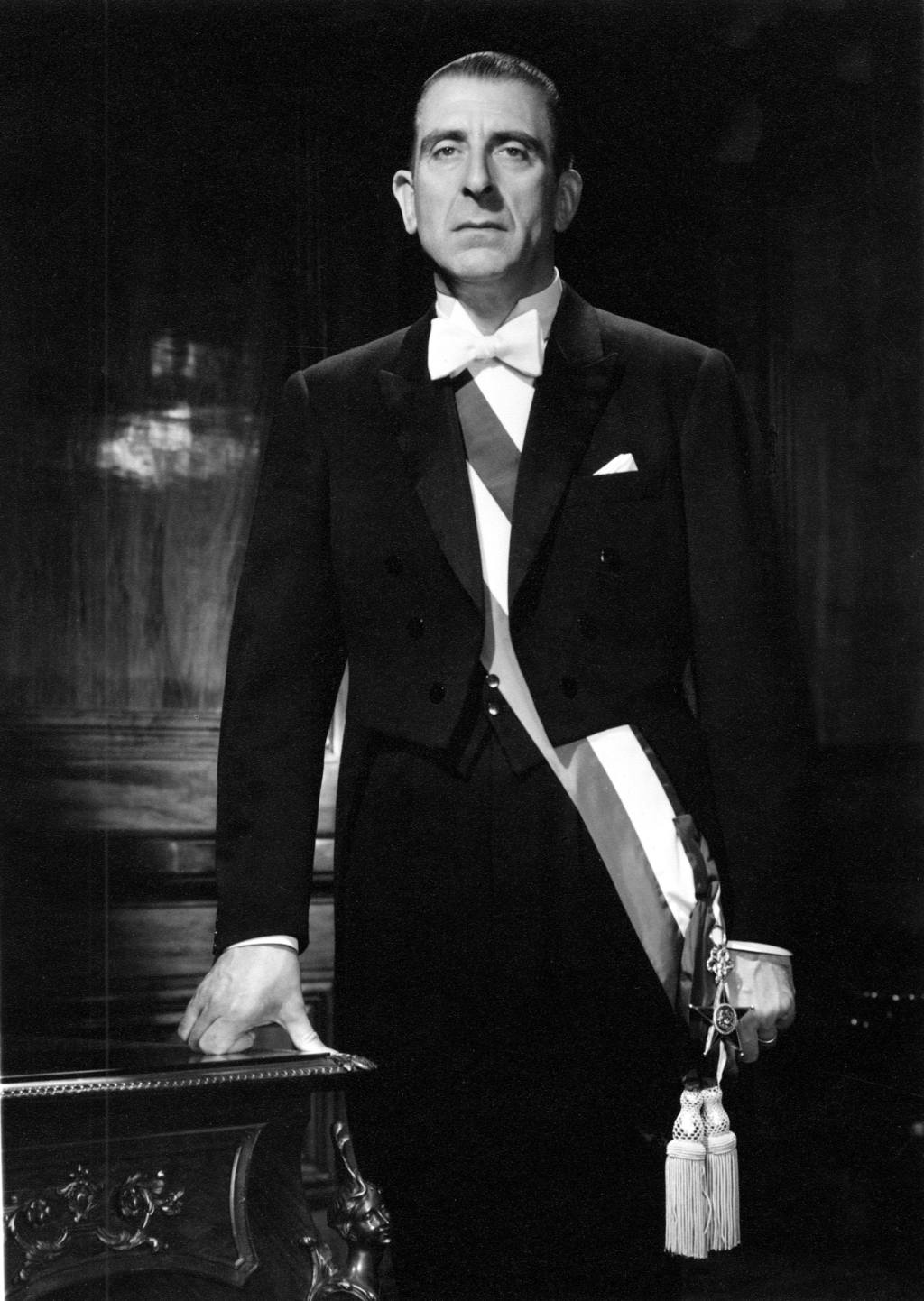
Eduardo Frei Montalva 1964-1970
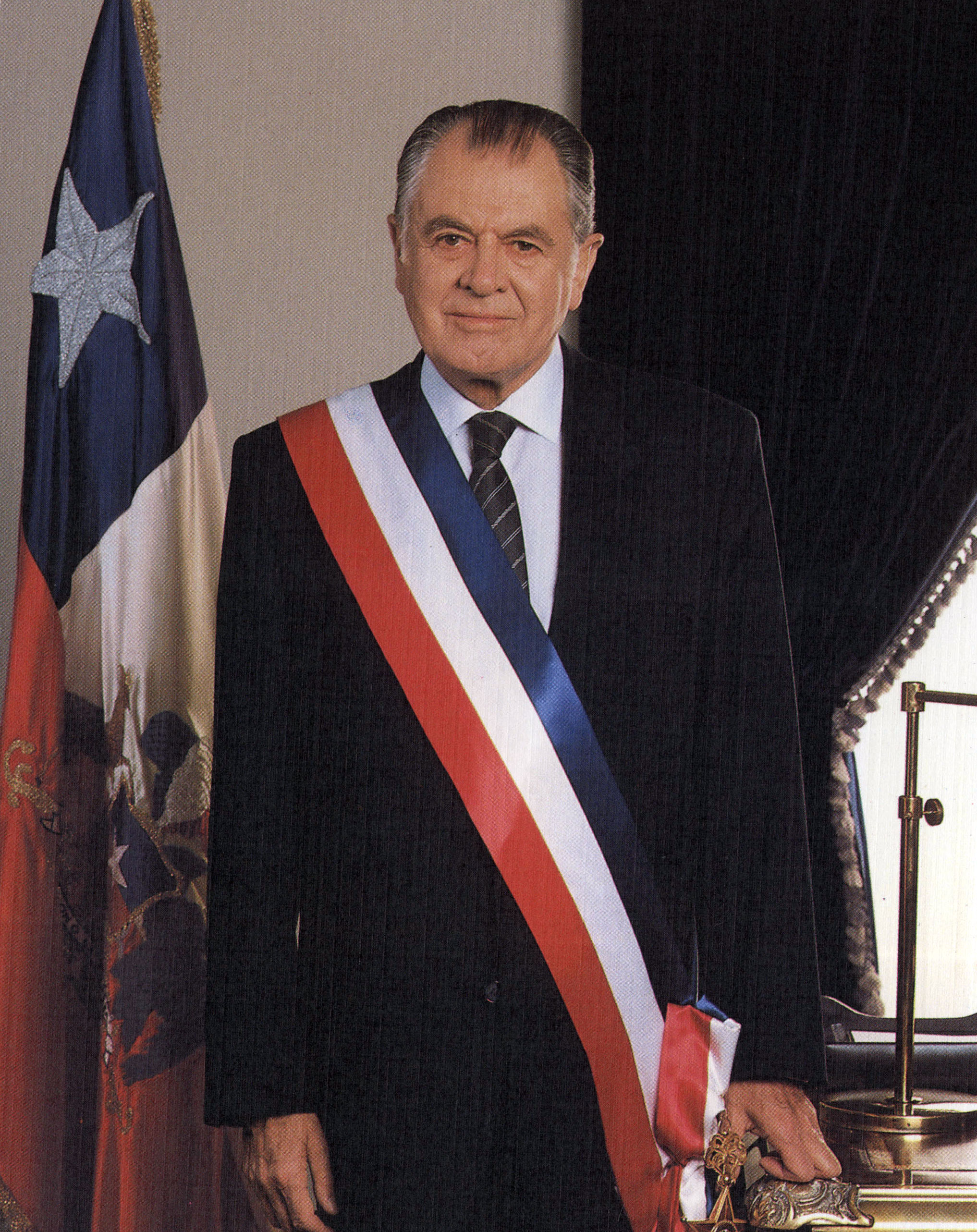
Patricio Aylwin Azócar 1990-1994
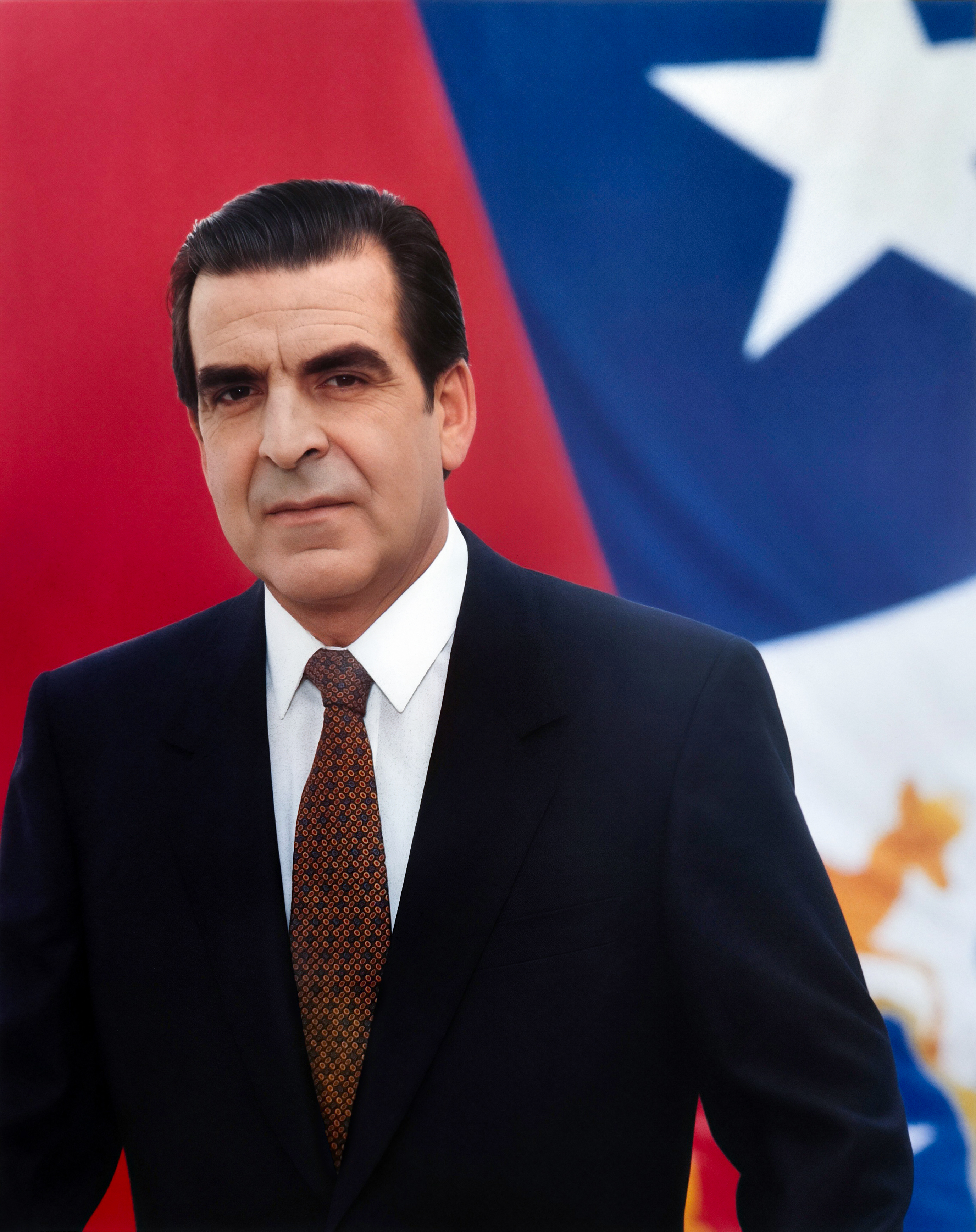
Eduardo Frei Ruiz-Tagle 1994-2000